# Lofepramin

Strukturformel

Lofepramin är ett antidepressivt medel. Lofepramin är inte narkotikaklassat i Sverige. Substansen avregistrerades i Sverige 2003, då varunamnet var Tymelyt. Namnet Tymelyt syftar på att antidepressiva läkemedel även kallats tymoleptika.
Lofepramin var kemiskt släkt med det första antidepressiva medlet imipramin, men krävde en högre dos för att vara verksamt. Lofepramin verkade främst genom att minska återuppsuget på signalsubstansen noradrenalin. Innan lanseringen av de nya SSRI-preparaten ansågs lofepramin vara den antidepressiva medicin som gav minst så kallade antikolinerga biverkningar, som bland annat yttrar sig i muntorrhet och som kan ge äldre människor problem med yrsel och förvirring. Den toxiska effekten på hjärtat var dessutom mindre. Av denna anledning var lofepramin ett preparat som valdes åt äldre patienter.